# Senato delle Samoa Americane
Il Senato delle Samoa Americane (in inglese Senate of American Samoa) è, insieme alla Camera dei rappresentanti, una delle due camere del Parlamento delle Samoa Americane. Composta da 18 membri, essa viene eletta ogni quattro anni.